# 浜松市立鴨江小学校
浜松市立鴨江小学校（はままつしりつ かもえしょうがっこう）は、静岡県浜松市中央区西伊場町にある公立小学校。

## 沿革
- 1941年（昭和16年）3月 - 浜松市鴨江国民学校として創立。
- 1947年（昭和22年）6月 - 浜松市立鴨江小学校と改称 。

## 学区
西伊場、南伊場、鴨江二丁目を通学範囲としている。なお二丁目以外の鴨江地区は浜松市立西小学校の通学範囲に含まれており、進学先は同じ浜松市立西部中学校である。

## 主な周辺施設
- 浜松市立西部中学校
- 静岡県立浜松西高等学校

## アクセス
- JR東海 浜松駅下車　徒歩40分
- 遠州鉄道 新浜松駅下車　徒歩40分

## 出身者
- イシノユウキ（音楽ユニット Jam9 メンバー）[1]
- Giz'Mo（音楽ユニット Jam9 メンバー）[1]

## 関連事項
- 静岡県小学校一覧